# Josef Blösche
Josef Blösche (12. veljače 1912. – 29. srpnja 1969.) bio je član NSDAP-a i pripadnik SS-a, točnije SD-a u činu SS-Rottenführera u vrijeme Drugog svjetskog rata.
Postao je poznat kao simbol okrutnosti u vrijeme Varšavskoga geta, kada je uslikan na poznatoj fotografiji za vrijeme Varšavskog getovskog ustanka gdje je Blösche naoružan s poluautomatskom puškom tipa MP18.

## Drugi svjetski rat
Blösche je prije nacionalsocijalističke karijere radio kako konobar u očevom hotelu. Pridružio se NSDAP-u i SS-u 1938., nakon što je Adolf Hitler anektirao Sudete. Nakon što se pridružio SS-u u Varšavi radeći sitne poslove, 1940. postao je član Sicherheitsdiensta (SD), ogranka SS-a, služeći u Varšavskom getu 1942., kada su počele velike eksportacije u konc-logore Treblinku i ostale.
Blösche je odlikovan Križem za ratne zasluge za akcije u vrijeme Varšavskog getovskog ustanka.
U svibnju 1945. postao je sovjetski ratni zarobljenik i ubrzo je poslan na prisilni rad u SSSR. Godine 1946. vraćen je u Istočnu Njemačku i dalje kao ratni zarobljenik. U kolovozu 1946. doživio je nezgodu na poslu od koje mu se deformiralo lice. Godine 1947. njegov radni kamp je otpušten, Blösche je pušten na slobodu i vratio se u roditeljsku kuću. Njegove promjene na licu spasile su ga od prepoznavanja s njegovih fotografija dok je bio u SS-u.
Počeo je živjeti normalnim životom, oženio se i dobio dvoje djece.

## Suđenje za ratne zločine
Godine 1961., bivši suborac iz SS-a, koji je bio na suđenju za ratne zločine u Hamburgu, povezao je Blöschea s nedjelima počinjenim u Varšavi. Daljnje istrage dovele su do njegova otkrića u siječnju 1967.
Blösche je suđen u Erfurtu u travnju 1969. 
Osuđen je zbog
- upletenosti u deportacije 300 000 Židova
- ubijanje neutvrđenog broja osoba (moguće 2000). uključujući dojenčad, trudnice, osobe s nedostatcima i starce.

Osuđen je na smrt i propucan kroz vrat u Leipzigu 29. srpnja 1969.